# Philipp Schuberg

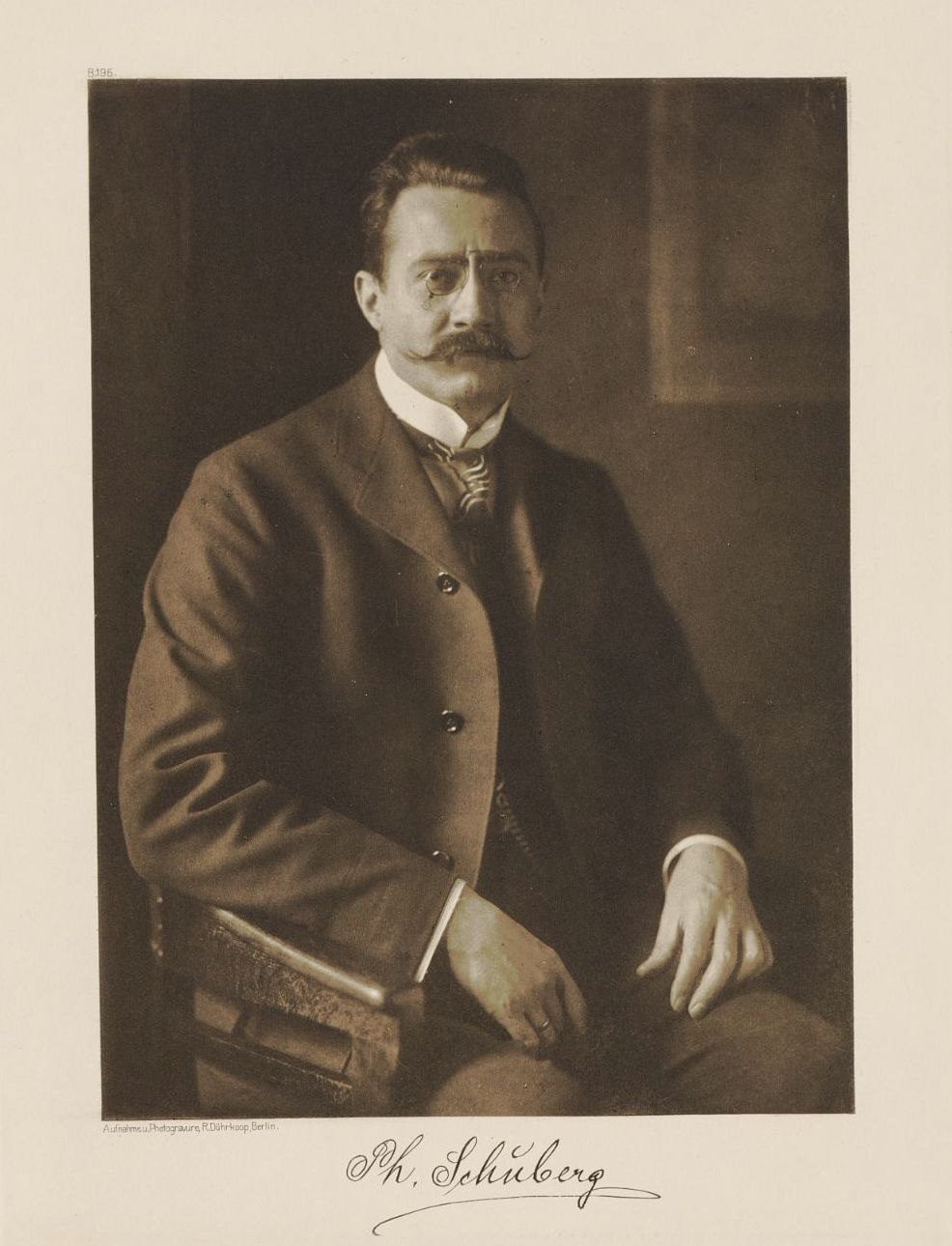
Philipp Schuberg, 1907

Philipp Schuberg (* 31. März 1872 in Karlsruhe; † 27. Mai 1946 in Berlin) war ein deutscher Hochschullehrer für Apparatebau und Fabrikanlagen der chemischen Industrie.

## Leben
Philipp Schuberg studierte Ingenieurwissenschaften an der Technischen Hochschule Karlsruhe, wo er 1891 bei Hubertia aktiv wurde. Das Studium schloss er als Dipl.-Ing. ab. 1905 kam er als Dozent an die Technische Hochschule Berlin, wo er bis 1938 Apparatebau und Fabrikanlagen der chemischen Industrie lehrte, seit 1907 als ordentlicher Professor. Sein Lehrstuhl gehörte bis 1921 zur Abteilung V für Chemie und Hüttenkunde, ab 1922 zur Fakultät IV für Stoffwirtschaft, Fachabteilung Chemie, und ab 1935 bis zu seiner Emeritierung 1938 zur Fakultät I für Allgemeine Wissenschaften, Abteilung Chemie.
Von 1921 bis 1922 war Schuberg Vorsteher der Abteilung V für Chemie und Hüttenkunde und von 1926 bis 1927 Dekan Fakultät IV für Stoffwirtschaft. Er war Herausgeber der Zeitschrift für chemische Apparatenkunde. Er gehörte dem Verein Deutscher Ingenieure (VDI) und dem Berliner Bezirksverein des VDI an.